# Поморник короткохвостий

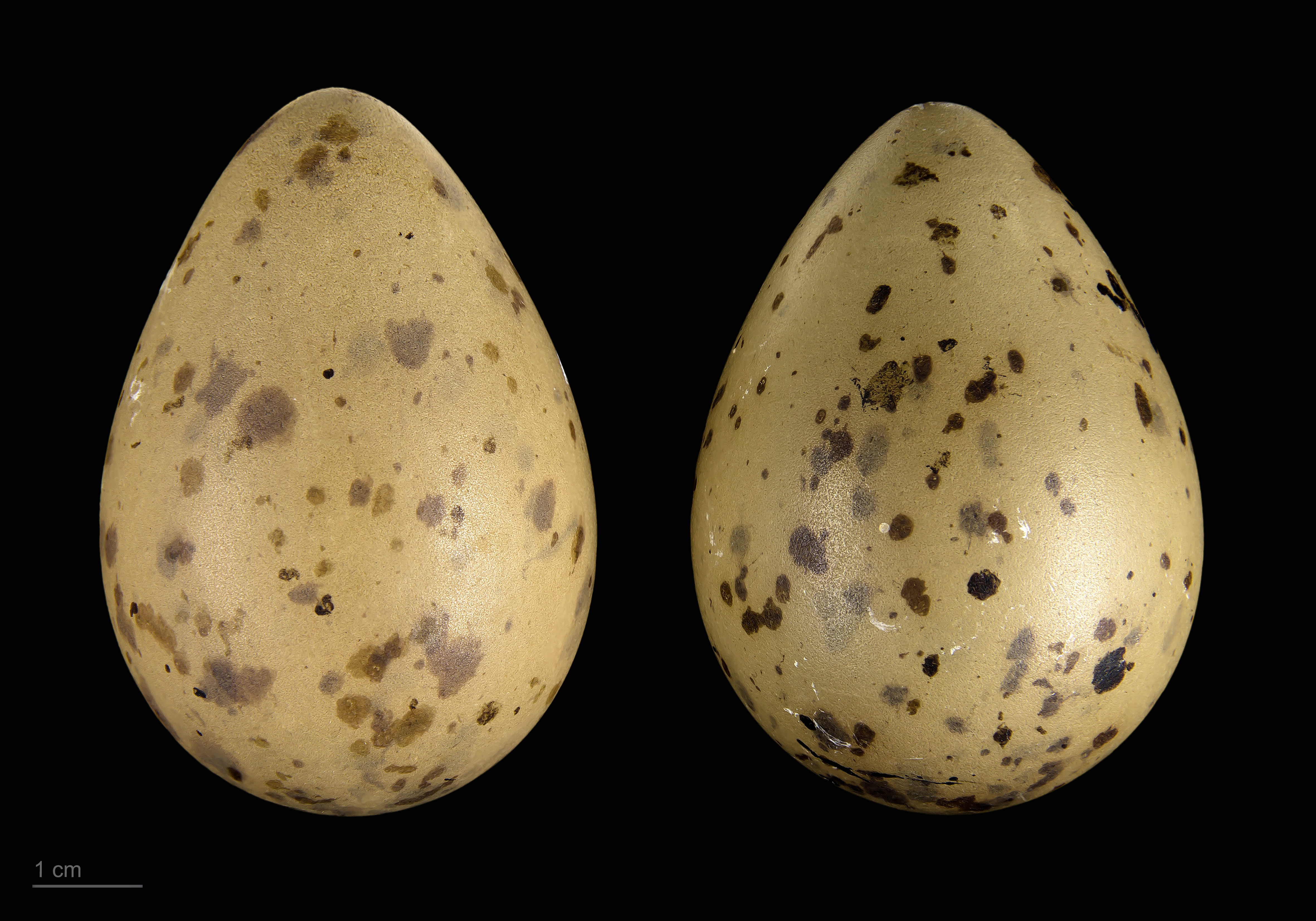
Яйця поморника короткохвостого (Тулузький музей)

Помо́рник короткохво́стий  (Stercorarius parasiticus) — морський птах з родини поморникових (Stercorariidae). В Україні рідкісний залітний вид.

## Спосіб життя
Більшу частину року поморник проводить у відкритому морі. Він літає над водними просторами, не віддаляючись більш ніж на 50 км від берега. На сушу поморник опускається під час перельотів або коли дмуть сильні вітри. Його гніздові колонії розташовані в арктичній тундрі, на скелястих островах або в болотистих районах, що розкинулись уздовж узбережжя. Короткохвості поморники багато часу проводять у повітрі. Вони літають низько над водою, при цьому птахи енергійно змахують крилами. Поморник може протистояти навіть сильному вітру. На суші цей хижак сміливо атакує великих птахів або ссавців, що намагаються наблизитись до гнізда. Короткохвостий поморник, захищаючи гніздо кидається навіть на людей. Він атакує людину з повітря і намагається вдарити дзьобом по голові.

## Міграції
У серпні поморники залишають північні гніздові колонії й вирушають на південь. Птахи летять над морем. Короткохвості поморники можуть долати величезні відстані над водою. Молодих птахів спостерігали на узбережжі Іспанії всього через кілька тижнів як вони залишили свої північні колонії. У той час, коли в Центральній Європі починається зима, поморники добираються до Африканського континенту. Більшість птахів зимують на південь від екватора.

## Розмноження
Короткохвості поморники гніздяться нещільними колоніями. Кожна пара має у своєму розпорядженні окрему ділянку, яку запекло захищають обидва птахи. Зазвичай короткохвості поморники сидять на узвишші й стежать, чи не наближається небезпека. У період гніздування поморники агресивні по відношенню до інших птахів свого виду. Під час токування самці здійснюють польоти, що складаються з чудових акробатичних трюків. Ритуал токування продовжуєтеся на землі. Самець пропонує партнерці їжу, а вона випрошує її як це роблять пташенята. Потім пара займається облаштуванням гнізда. Батьки насиджують кладку поперемінно. Через місяць з яєць з'являються пташенята. Вони вкриті м'яким темно-коричневим пухом. Через декілька днів пташенята виходять з гнізда, проте ще якийсь час вони ховаються в укритті неподалік. Батьки ще певний час піклуються про своїх малюків, годують їх. Пташенята стають на крило у 25 днів.

## Живлення
Короткохвості поморники завжди гніздяться тільки на узбережжі. Ці птахи добре пристосовані до «піратського» способу життя. Пальці ніг з'єднані плавальною перетинкою та озброєні гострими кігтями. Короткохвості поморники живляться кормом, здобутим іншими морськими птахами (клептопаразитизм). Щойно в поле зору поморника потрапляє птах який летить зі здобиччю він кидається за ним навздогін і атакує його примушуючи викинути здобич з дзьоба. Іноді поморники переслідують птахів зграями в такому випадку вони без сумніву змусять птаха викинути здобич. Короткохвостий поморник може полювати і сам. Дуже часто він ловить рибу, ракоподібних та дрібних головоногих молюсків що плавають біля поверхні води, супроводжує рибацькі човни і харчується викинутими за борт відходами. Короткохвостий поморник не проти поживитися падаллю крупних тварин, яких викинули на берег хвилі.